# Ragioneria
La ragioneria   è una disciplina che si occupa della rilevazione dei fenomeni aziendali e della loro traduzione in scritture contabili, allo scopo di fornire alle direzioni delle aziende o ad altri soggetti interessati le informazioni necessarie per esercitare le funzioni di controllo e di decisione. Il responsabile di tale attività è detto comunemente ragioniere. In Italia tale titolo è riservato per legge agli abilitati alla professione di ragioniere commercialista iscritti all'apposito albo.

## Descrizione
La ragioneria è  disciplina di semiotica scritturale aziendale (tripartizione in semantica, sintattica e pragmatica).
Attraverso la "semantica" avviene la significazione di risorse e attività economiche tramite i linguaggi (contabili, letterali, grafici o a macchina).
Successivamente tramite la "sintattica" si provvede alla loro rappresentazione tramite le rilevazioni propriamente dette (bilanci semplici, complessi o ultracomplessi).
Infine la pragmatica polarizza i fini della ragioneria entro le relazioni tra soggetti fruitori delle suddette rilevazioni e le informazioni che ne derivano. Si tratta quindi della pratica dell'economia d'azienda e, riguardando l'intera attività di questa, ne analizza tutti gli aspetti operativi, comprese le materie inerenti al fisco ed alla finanza.
La contabilità è un ramo della ragioneria e storicamente ha coinvolto processi dai quali si possono registrare, classificare, ricapitolare, interpretare e comunicare informazioni finanziarie riguardo al commercio; per le aziende pubbliche, generalmente queste informazioni sono pubblicamente accessibili. Per contrastare la contabilità d'amministrazione le informazioni sono usate all'interno di una organizzazione che solitamente è accessibile a un gruppo ristretto di persone, gli amministratori. La contabilità d'imposta è la contabilità della quale si ha bisogno per aderire alle regolazioni giurisdizionali d'imposta.
La rilevazione degli accadimenti aziendali viene normalmente effettuata col metodo della partita doppia che rileva l'evento che dà origine alla registrazione sotto i due aspetti economico e patrimoniale. La naturale evoluzione della partita doppia consentita dallo sviluppo delle tecnologie informatiche è la partita doppia finanziaria che consente di rilevare anche la componente finanziaria delle rilevazioni contabili.